# Grekland i olympiska vinterspelen 1972
Grekland deltog med tre deltagare vid de olympiska vinterspelen 1972 i Sapporo. Ingen av landets deltagare erövrade någon medalj.